# Richmond-Bridgeport (circonscription britanno-colombienne)
Pour les articles homonymes, voir Richmond et Bridgeport.
Circonscription électorale provinciale du Canada
Richmond-Bridgeport (auparavant Richmond North Centre (2017-2024)) est une circonscription provinciale de la Colombie-Britannique représentée à l'Assemblée législative de la Colombie-Britannique depuis 2017.

## Géographie
En 2020, la circonscription représente une partie de la ville de Richmond dans le district régional du Grand Vancouver.

## Liste des députés
| Législature                                                    | Années                                                         | Député                                                         | Député                                                         | Parti                                                          |
| Richmond North Centre Circonscription issue de Richmond Centre | Richmond North Centre Circonscription issue de Richmond Centre | Richmond North Centre Circonscription issue de Richmond Centre | Richmond North Centre Circonscription issue de Richmond Centre | Richmond North Centre Circonscription issue de Richmond Centre |
| -------------------------------------------------------------- | -------------------------------------------------------------- | -------------------------------------------------------------- | -------------------------------------------------------------- | -------------------------------------------------------------- |
| 41e                                                            | 2017–2020                                                      |                                                                | Teresa Wat (en)                                                | Libéral                                                        |
| 42e                                                            | 2020-2023                                                      |                                                                | Teresa Wat (en)                                                | Libéral                                                        |
| 42e                                                            | 2023–2024                                                      |                                                                | Teresa Wat (en)                                                | BC United                                                      |
| Richmond-Bridgeport                                            |                                                                |                                                                |                                                                |                                                                |
| 43e                                                            | 2017–en cours                                                  |                                                                | Teresa Wat (en)                                                | Conservatrice                                                  |